# Verband der deutschen Lack- und Druckfarbenindustrie
Der Verband der deutschen Lack- und Druckfarbenindustrie e. V. (VdL), bis 2008 Verband der deutschen Lackindustrie, ist der größte Fachverband der Lackindustrie in Deutschland. Er vertritt darüber hinaus seit 2009 die Interessen der Druckfarbenindustrie. Zusammengenommen repräsentiert die Branche einen Umsatz von 7,5 Milliarden Euro und beschäftigt 25.000 Mitarbeiter. Der VdL vertritt im Wesentlichen die Interessen der deutschen Lack-, Farben- und Druckfarbenhersteller in Politik und Öffentlichkeit. Zu den Aufgaben des Verbandes zählen unter anderem die fachliche Unterstützung der Mitglieder bei Fragen der Technischen Gesetzgebung, auf dem Feld des Umwelt- und Gesundheitsschutzes sowie der Normung, Produkthaftung und Qualitätssicherung, der Ausbildung und Nachwuchsförderung.
Der VdL hat sich am 1. Januar 2009 mit dem Verband der Druckfarbenindustrie (VdD) zusammengeschlossen.

## Organisation
Der VdL hat aktuell 183 Mitglieder und 20 außerordentliche Mitglieder. Im VdL sind unter anderem die weltweit größten Lackhersteller wie AkzoNobel oder BASF Coatings organisiert, aber auch sehr viele mittelständische Firmen. Präsident des VdL ist seit Mai 2018 Peter Jansen, Hauptgeschäftsführer ist Dr. Martin Kanert.
Der VdL unterteilt sich in 4 Sektoren.
- Bautenfarben
- Industrielacke (Performance Coatings)
- Druckfarben
- Pulverlacke

Der VdL ist eigenständiger Fachverband im Verband der Chemischen Industrie und Mitglied im europäischen Dachverband CEPE.

## Ziele
Laut Satzung war der VdL die „wirtschaftspolitische Interessenvertretung der Lackbranche in Deutschland“. Ziel war „unter Ausschluss jeden wirtschaftlichen Geschäftsbetriebes die Wahrnehmung und Förderung der allgemeinen, ideellen und gemeinsamen wirtschaftlichen Interessen der Lackindustrie“.

## Geschichte
Gegründet wurde der VdL unter dem Namen VDL am 15. Oktober 1900 im Hotel Taunus in Frankfurt am Main. Von 101 eingeladenen deutschen Lackherstellern schlossen sich schließlich 41 zum VDL zusammen, dem bis dato ersten überregionalen deutschen Lackverband. Erster Vorsitzender war Louis Mann. Zu diesem frühen Zeitpunkt wirkte der Verband stark in die Politik hinein. So wurde bereits 1902 eine Senkung des Zolltarifs, sowie eine Erhöhung der Importabgaben für ausländische Lacke erreicht und 1915, während des Ersten Weltkriegs zum Boykott ausländischer Lacke aufgerufen. Nach dem Krieg stieg Louis Mann zum Mitglied des Reichskommissariates für die Übergangswirtschaft auf und rettete in dieser Position vielen vor dem Bankrott stehenden Lackfabriken die Existenz.
Am 22. Januar 1935 wurde der Verband dann von den Nationalsozialisten in die Fachgruppe Lacke der Wirtschaftsgruppe Chemische Industrie zwangsüberführt. Die vorherige Autonomie des Verbandes war damit natürlich aufgehoben. Am 16. März 1948 formiert sich der Verband unter dem Namen Arbeitsgemeinschaft Lackindustrie mit stattlichen 480 Mitgliedsfirmen neu. Von diesen bilden schließlich 370 Firmen die Gründungsmitglieder des heutigen VdL.
In den 1960er Jahren betrieb der VdL sehr starke Presse- und Öffentlichkeitsarbeit. Konsequenterweise wurde im Jahre 1969 das Deutsche Lackinstitut gegründet, das ausschließlich für Öffentlichkeitsarbeit zuständig ist. In dieser Zeit entstand das Logo des VdL, das am 23. April 1964 in Berlin präsentiert wurde.
In jüngerer Zeit engagiert sich der VdL stark zu den Positionen der Lackindustrie in der Umweltpolitik, z. B. bei der Diskussion um REACh. Im Wesentlichen wird eine maßvolle Anpassung der Regularien gefordert, da zu große Änderungen in der Gesetzgebung selten schnell umsetzbar sind. Aktuell vertritt der VdL zum Thema REACh und Nanopartikel die Position, dass die bestehende Gesetzgebung bereits ausreichend ist, da REACh alle Bereiche abdeckt (inklusive der Nanopartikel).
Der VdL schloss sich zum 1. Januar 2009 mit dem Verband der Druckfarbenindustrie (VdD) zum neuen Verband der deutschen Lack- und Druckfarbenindustrie zusammen. Dies wurde durch Aufnahme der Mitglieder des VdD und die darauffolgende Umbenennung erreicht.

## Aktivitäten

### Ausbildung
Ein wichtiges Ziel des VdL ist die Bekämpfung des schon seit jeher (und auch heute noch) beklagten Know-how- und Fachkräftemangels in der Lackindustrie. Bereits vor dem Zweiten Weltkrieg unterhielt man eigene Labore. 1951 wurde dazu beigetragen, dass der Beruf des Lacklaboranten anerkannt wird. Im selben Jahr wurde das Stuttgarter Institut für Anstrichstoffe und Bauwesen unter starker Beteiligung des VdL gegründet. Ebenso wurden nach und nach lackspezifische Studiengänge in Krefeld, Esslingen und Paderborn eingeführt. Mit der Organisation von Kongressen, Seminaren und Fachtagungen trug der VdL auch zur Weiterentwicklung des in der Lackindustrie vorhandenen Wissens bei.

### Umweltpolitische Großaktionen
Im Rahmen der Fachmesse Farbe 84 wurde die Freiwillige Vereinbarung über Lösemittelreduktionen vorgestellt, die einen Abbau der (umweltgefährdenden) Lösemittelanteile um 20 bis 25 % innerhalb von 5 Jahren vorsah. Hauptziel war das auch heutzutage immer noch präsente Vorurteil „Lack ist Gift“ zu attackieren, das sich trotz vieler Neuentwicklungen wie Pulverlacken, VOC-armen und wässrigen Lacksystemen immer noch hartnäckig hält.
1995 wurde eine Umwelt-Leitlinie, genannt Coatings Care, die sich an der Leitlinie Responsible Care der allgemeinen chemischen Industrie orientierte. Ziel war es, der Öffentlichkeit zu zeigen, dass die Lackindustrie Eigenverantwortung für ihr Handeln übernimmt.

### VdL-Leitlinien
Der VdL hat 7 Leitlinien herausgebracht. Diese dienen der Förderung des Responsible Care und des Sustainable Development. Im Einzelnen handelt es sich um folgende Themen:
- Anlagensicherheit
- Umweltschutz
- Mitarbeiterschulung
- Produktverantwortung
- Ressourcenschonung
- Sichere Handhabung
- Entsorgung

### Weitere regelmäßige Veröffentlichungen
- Technische Schriften des VdL: Sicherheitsrelevante Informationen zu aktuellen Themen bei der Verarbeitung von Lacken[14]
- VdL-Richtlinien: Konkrete Vorgaben zur Prüfung von Beschichtungsstoffen[15]

## Besonderheiten
Der Verband drehte zwei Image-Filme: Die schützende Hand wurde 1929 auf der Generalversammlung im Berliner Marmorhaus uraufgeführt und 1930 in mehr als eintausend Kinos gezeigt. Der zweite Film, Lack – Ein Kulturfilm vom Zauber und Nutzen eines Werkstoffes in alter und neuer Zeit, kam 1966 in die deutschen Kinos. Er lief bundesweit als Vorfilm zu Rififi in Paris und erreichte so über eine Million Zuschauer.